# لورين أكتون
لورين أكتون ويلبر (بالإنجليزية: Loren Acton) (7 مارس 1936) فيزيائي أمريكي طار على مكوك الفضاء مهمة STS-51-F كما كان أخصائي الحمولة لمختبر أبحاث ألتو بالو لوكهيد.

## روابط خارجية
- NASA Biography
- Spacefacts biography of Loren Acton
- Loren Acton Academic Homepage
- Montana State University Solar Physics Group
- Montana State University Physics Department
- Montana State University
- World Championship in Cooperation نسخة محفوظة 20 يونيو 2006 على موقع واي باك مشين.